# 横涧镇 (溧阳市)
横涧镇，是中华人民共和国江苏省常州市溧阳市下辖的一个已撤销乡镇级行政单位，位于溧阳市东南端。2007年并入戴埠镇。

## 历史
清代在惠得區设橫澗鎮，中华民国初撤区建市、乡，横涧集镇属惠隨鄉（乡公所驻戴埠，下设74图）。1929年改市乡制为区－乡二级制，建橫澗鄉，属戴埠區（1935年改称第六區），1947年改属丁山橋區（区署驻丁山桥）。
1949年建立橫澗鄉（属县辖戴埠區），1956年并入同官乡，次年改为横涧乡。1958年至1983年期间改称横涧公社。
2000年初横涧撤乡建镇，2007年撤销横涧镇并入戴埠镇。

## 行政区划
撤销前横涧镇下辖以下地区：
横涧社区、松岭村、河洛村、南渚村、深溪岕村、横涧村、黄岗岭村、金山里村、同官村、徐家玕村和李家园村。